# Tutanchamon (miniserial)
Tutanchamon – amerykańsko-kanadyjski miniserial historyczny z 2015 roku, oparty na biografii egipskiego faraona Tutanchamona.

## Opis fabuły
Faraon Echnaton, który próbował wprowadzić monoteizm w Egipcie, umiera otruty. Nowym władcą zostaje jego 10-letni syn Tutanchamon, w celu zachowania czystości krwi zmuszony do małżeństwa ze swoją starszą siostrą, Anchesenamon.
Mija 10 lat. Młody faraon próbuje wyzwolić się spod kurateli najbardziej wpływowych ludzi : wezyra Aja, generała Horemheba i arcykapłana Amona. Postanawia poprowadzić wojnę z zagrażającym Egiptowi Mitanni.
W tle rozgrywają się romanse między młodym władcą, a dziewczyną, którą poznał w stolicy - Suhad oraz pomiędzy królową Anchesenamon i przyjacielem Tutanchamona, Ka.

## Obsada[1]
| Aktor                                 | Bohater          | Opis postaci | Odcinki |
| ------------------------------------- | ---------------- | --- | ------- |
| Avan Jogia, Kaizer Akhart (odcinek 1) | Tutanchamon      | Młody faraon. | 1-3     |
| Ben Kingsley                          | wezyr/faraon Aj  | Wpływowy politycznie doradca i opiekun faraona. Jest rozdarty pomiędzy własnymi ambicjami, a lojalnością wobec władcy.                                                                                          | 1-3     |
| Sibylla Deen                          | Anchesenamon     | Siostra i Wielka Małżonka Tutanchamona. Kocha swojego brata, ale nieszczęśliwa miłość do Ka i pragnienie zapewnienia tronu przyszłym dzieciom zmienia ją w bezwzględną i gotową iść po trupach do celu kobietę. | 1-3     |
| Peter Gadiot                          | Ka               | Najlepszy przyjaciel Tutanchamona, ukochany Anchesenamon. Ginie z ręki Tutanchamona, który podejrzewa go o zdradę.                                                                                              | 1-2     |
| Kylie Bunbury                         | Suhad            | Pół-Mitannijka, pół-Egipcjanka. Ratuje życie Tutanchaonowi, a wkrótce po tym zakochuje się w nim z wzajemnością. W ostatnim odcinku zostaje zamordowana przez zazdrosną Anchesenamon.                           | 1-3     |
| Iddo Goldberg                         | Lagus            | Żołnierz, który rozwija z Tutanchamonem nić sympatii. | 1-3     |
| Nonso Anozie                          | generał Horemheb | Ambitny i uzdolniony żołnierz, cieszący się miłością Egipcjan. Przeciwnik Tutanchamona - nie waha się porzucić młodego władcy na polu bitwy. Ostatecznie faraon zdobywa jego szacunek.                          | 1-3     |
| Alexander Siddig                      | Amun             | Arcykapłan Amona. Okrutny, bezwzględny i żądny władzy. Popiera królową Anchesenamon i nienawidzi Tutanchamona. Ostaecznie zginie z ręki samego faraona, za próbę buntu.                                         | 1-3     |
| Alistair Toovey                       | Nakth            | Pasierb wezyra Aja. Młody, butny i żądny władzy, ale przy tym samotny. Zaprzyjaźnia się z Suhad. | 1-3     |
| Steve Toussaint                       | Tuszratta        | Król Mitanni, który prowadzi wojnę z Egiptem. W 3 odcinku ginie z ręki Tutanchamona. | 1-3     |
| Silas Carson                          | Echnaton         | Ojciec Tutanchamona i jego żony, wyznawca boga Atona. Próbował wzmocnić swoją władzę, ale został otruty. | 1       |
| Steve Chusak                          | Paraneffer       | Człowiek, który otruł Echnatona. Został stracony wraz z żoną. Miał małego synka, któremu 10-letni Tutanchamon darował życie.                                                                                    | 1       |
| Leon Lopez                            | Sete             | Osobisty gwardzista królowej Anchesenamon. | 1-3     |
| Daniela Lavender                      | Herit            | Kuzynka pary królewskiej. Zaręczona wbrew woli z księciem Mitanni i zabita po przybyciu do potencjalnego męża.                                                                                                  | 1-2     |
| Alexander Lyras                       | generał Yuja     | Podwładny Horemheba. Zabity przez faraona za próbę buntu. | 1-2     |
| Geoffrey Burton                       | Dagi             | Pałacowy lekarz. | 1-3     |

## Odcinki
| 1 | Part One: Power     | Władza        | David von Ancken | Michael Vickerman, Peter Paige, Bradley Bredeweg | 19 lipca 2015 |
| 10-letni Tutanchamon dziedziczy tron po śmierci swojego ojca. Dekadę później próbuje się usamodzielnić i zwalczyć wpływy swojego opiekuna - wezyra Aja, oraz ukrócić władzę generała Horemheba i złowrogiego arcykapłana Amona. Królowa Anchesenamon, nieszczęśliwa w bezdzietnym małżeństwie nawiązuje w tym czasie romans ze swoim dawnym ukochanym, Ka, który jest bliskim przyjacielem jej męża. Faraon bierze udział w bitwie z żołnierzami Mitanni. Zostaje zdradzony przez Horemheba i ciężko ranny porzucony na polu walki. Ratuje go poznana wcześniej dziewczyna o imieniu Suhad. Szybko zakochują się w sobie. Po uwolnieniu z niewoli Lagusa - zaufanego żołnierza - para wraca do stolicy Egiptu, Teb. W tym czasie w pałacu faraon jest już uznany za zmarłego, a Anchesenamon i Ka oficjalnie wiążą się ze sobą. |                     |               |                  |                                                  |               |
| 2 | Part Two: Betrayal  | Zdrada        | David von Ancken | Michael Vickerman, Bradley Bredeweg, Peter Paige | 20 lipca 2015 |
| Anchesenamon wciąż opłakuje męża, ale patrzy z nadzieją w przyszłość. Mówi Ka, że spodziewa się dziecka. Tutanchamon zjawia się na koronacji Ka i zabija przyjaciela, podejrzewając, że wraz z Horemhebem knuł przeciw niemu. Generał zostaje uwięziony, a arcykapłan Amona ogłasza zmartwychwstanie Tutanchamona, dodając mu autorytetu wśród poddanych. Faraon zaręcza się z Suhad. Anchesenamon ukrywa ciążę. Tutanchamon próbuje zawrzeć pokój z królem Mitanni, ofiarując jego synowi rękę swej kuzynki, Herit. Dziewczyna zostaje jednak brutalnie zamordowana. Horemheb ucieka przed swoją egzekucją. Ostatecznie zawiera z faraonem umowę : pozostanie żywy do końca wojny z Mitanni. Anchesenamon wykorzystuje małżeńskie obowiązki brata, by wmówić mu, że to on jest ojcem jej dziecka. Królowa ma aprobatę kapłanów. Daje Suhad do zrozumienia, że to jej dziecko zasiądzie na tronie. Wychodzi na jaw, że narzeczona Tutanchamona też jest w ciąży, ale on jeszcze o tym nie wie. Anchesenamon traci dziecko w wyniku krwotoku, co pozostawia potomka Suhad jako jedynego spadkobiercę Tutanchamona. W stolicy wybucha zaraza. Faraon wraz z doradcami decyduje się spalić zainfekowany obszar miasta. Anchesenamon podstępem wysyła tam rywalkę. Odcinek kończy scena, w której Suhad upada pośród płomieni. |                     |               |                  |                                                  |               |
| 3 | Part Three: Destiny | Przeznaczenie | David von Ancken | Michael Vickerman, Peter Paige, Bradley Bredeweg | 21 lipca 2015 |
| Suhad cudem przeżyła pożar. Nie straciła dziecka, ale jest w śpiączce i umiera z powodu oparzeń płuc. Tutanchamon otacza ją troskliwą opieką. Anchesenamon zabija strażnika, który znał prawdę o jej spisku. Faraon z Horemhebem, Lagusem i niewielkim oddziałem żołnierzy wyrusza tajną drogą do fortecy króla Mitanni. Pod jego nieobecność Anchesenamon postanawia zabić Suhad, ale dziewczyna w ostatniej chwili odzyskuje przytomność. Mówi królowej i Ajowi, że nic nie pamięta z nocy pożaru, ale kłamie. Wkrótce próbuje wysłać przez Naktha list do narzeczonego, w którym informuje go o spisku. Aj dowiaduje się o jej planie i mówi o nim żonie Tutanchamona. Młody król wygrywa bitwę - władca Mitanni i jego syn giną, ale on sam zostaje ciężko ranny w nogę. Na kilka minut przed jego powrotem do pałacu w Tebach, Anchesenamon zabija Suhad, dusząc ją w łóżku. Wściekły Tutanchamon każe uwięzić żonę i skazuje ją na śmierć. Arcykapłan Amona spiskuje z Ajem i Horemhebem. Zamierza zabić faraona w czasie planowanego festiwalu. Wezyr i generał niespodziewanie opowiadają się po stronie młodego władcy. Buntownik ginie z ręki faraona. W złamaną nogę wdaje się zakażanie i Tutanchamon umiera. Mówi Anchesenamon, że mimo tego, co zrobiła nadal są rodziną, a dziewczyna obiecuje mu, że będzie zapamiętany jako wielki faraon. Młodzieniec umiera jej w ramionach. Królowej nie jest dane dotrzymać obietnicy - Aj zostaje nowym faraonem i chowa poprzednika w niewielkim, ukrytym w grobie, skazując go na zapomnienie na kolejne 3000 lat. |                     |               |                  |                                                  |               |

## Zgodność z historią i nieścisłości w fabule
- Echnaton umiera w Tebach, choć naprawdę zakończył życie w Amarnie (Achet-Aton)[2][3]
- w serialu Tutanchamon jest wątłym, ale tryskającym energią młodzieńcem. W rzeczywistości cierpiał na wiele chorób utrudniających normalne życie : anemię, padaczkę, martwicę kości[4].
- źródła historyczne wskazują na to, że małżeństwo Tutanchamona było szczęśliwe[2]. Nie ma żadnych wzmianek o wiarołomności Anchesenamon, ani o nałożnicach Tutanchamona. W związku z tym zarówno Ka, jak i Suhad to postacie fikcyjne
- w serialu Horemheb jest ciemnoskóry, chociaż jego podobizny na to nie wskazują
- Anchesenamon nazywa Tutanchamona swoim pierwszym mężem, ale naprawdę była wcześniej żoną swojego ojca, Echnatona[2]
- w jednej ze scen arcykapłan Amona mówi, że Anchesenamon " straciła podczas porodu dwóch synów ", co jest niezgodne z prawdą, bo królowa miała córki
- w serialu Anchesenamon ma łącznie troje dzieci - wszystkie zmarłe przy narodzinach; w rzeczywistości jej domniemana pierworodna córka (z małżeństwa z Echnatonem) urodziła się żywa i otrzymała imię Anchesenpaaton Taszerit[5]
- Egipt toczy wojnę z Mitanni; istotnie stosunki tych krajów były napięte, ale raczej za panowania Amenhotepa III i Echnatona. Później Mitanni upadło pogrążone w wojnie domowej i najechane przez Hetytów. Także Tuszratta - w serialu aktualny władca Mitanni - w czasach rządów Tutanchamona nie był już królem, a może w ogóle już nie żył[2]
- w serialu nie pojawił się wątek wojny Egiptu z Hetytami, która toczyła się za rządów Echnatona i jego syna
- w serialu Aj zostaje faraonem poślubiając Anchesenamon. W rzeczywistości nie ma na to żadnych dowodów, są tylko niejasne poszlaki[6]. Jedną z nich jest pierścień łączący ich imiona. Może on równie dobrze oznaczać małżeństwo, jak i współregencję wezyra i królewskiej wdowy[2]
- śledząc fabułę serialu wydaje się, że Anchesenamon i Suhad zaszły w ciążę niemal jednocześnie, a królowa może nawet trochę wcześniej. Tymczasem w jednej ze scen widzimy, że ciąża Suhad wygląda na znacznie bardziej zaawansowaną.